# Harpegnathos saltator
Harpegnathos saltator – gatunek mrówek z plemienia Ponerini, występujących w Indiach i Sri Lance.
Robotnice mają wydłużone głowy, żuwaczki mają mocne, zwężające się zęby skierowane w dół i w do wewnątrz, na końcach ząbkowane. Tułów słabo rowkowany, pomostek wąski i owalny. Odwłok bardzo długi, duże żądło. Głowa i odwłok czarniawo brązowe, tułów i nogi czerwonawe. Długość ciała ok. 1,9 cm.
Długość życia osobników wynosi od 10 dni do 2 lat, średnio 206 dni. Młode robotnice pozostają w gnieździe, przechodzą do pracy poza nim w wieku 50 dni, osiągając w wieku 74 dni szczyt aktywności na zewnątrz gniazda. Ok. 57 dnia życia osobniki mają już zdolność produkowania docelowej ilości jadu. Długość życia pseudokrólowych wydłuża się przynajmniej dwukrotnie, a średnio pięciokrotnie.
Gatunek wyróżnia się nietypową strukturą kolonii w porównaniu do innych gatunków z podrodziny Ponerinae. Młode, uskrzydlone królowe tworzą kolonie, wiążąc się z niespokrewnionymi samcami. Gdy po kilku latach umiera królowa, która założyła kolonię, kilka potomnych robotnic (tzw. pseudokrólowe) przechodzi wówczas transformację, która aktywuje ich układ rozrodczy i kaskadę zmian fizjologicznych i anatomicznych. Pseudokrólowe rywalizują wówczas o zajęcie jej miejsca, na którym zastępują królową w roli reproduktora i krzyżują się z samcami z tej samej kolonii. Robotnice walczą wówczas o dominację w hierarchii grupy, a przywrócenie stabilności kolonii może trwać od dwóch do trzech miesięcy. Co roku ze złożonych jaj wykluwać się będą uskrzydlone królowe, które założą własne kolonie. W czasie walki o uzyskanie pozycji królowej robotnice potrafią zmniejszyć mózg o 19%, gdyż tkanka budująca mózg jest kosztowna do utrzymania, co odbiera zasoby energetyczne narządom płciowym. Jeśli status pseudokrólowej zostanie przez nie utracony, po 6-8 tygodniach ich ciała mogą wrócić do poprzedniego stanu.
Aktywacja jajników i składanie jaj wiąże się ze zmianami w profilu feromonu kutykularnego, który sygnalizuje status reprodukcyjny. Reproduktorki wytwarzają feromon kutykularny nie tylko do sygnalizowania swojego statusu, ale również, by hamować reprodukcję robotnic. Robotnice, które uwolnią się od wpływu tego feromonu, mogą same zostać reproduktorkami. Jednocześnie reproduktorki zmniejszają własną wrażliwość na ten feromon, co może służyć zahamowaniu wpływu feromonu na ich własną płodność.
Strategia rozrodcza gatunku zapewnia przedłużone życie kolonii, co umożliwia dużą rozbudowę gniazda mimo stosunkowo małej liczebności robotnic w poszczególnych koloniach (średnio 65 ± 40). 
Podgatunki:
- Harpegnathos saltator cruentatus
- Harpegnathos saltator taprobanae